# Ормара
Орма́ра (англ. Ormara; урду اورمارا‎‎) — портовый город в пакистанской провинции Белуджистан, находящийся на Макранском побережье. Одна из главных баз ВМС Пакистана. Исторически основой экономики Ормары являлся акулий промысел: торговля акульим мясом велась с Коломбо (Шри-Ланка) и другими населёнными пунктами Макрана. 

## Географическое положение
Высота центра НП составляет 0 метров над уровнем моря.

## Военное значение
В городе расположена военно-морская база «Джи́нна» пакистанских ВМС. Сооружение базы началось в 1994 году и закончилось в 2000 году; на церемонии её открытия присутствовал президент Первез Мушарраф. База была построена и оснащена с техническим и финансовым содействием Турции. Оборудование базы ВМС в Ормаре имеет для Пакистана большое стратегическое значение. Согласно мнению многих аналитиков, данную базу командование рассматривает как основной пункт базирования подводных лодок, убирая таким образом, основную ударную мощь ВМС как можно дальше от Карачи, где флот может быть заблокирован весьма небольшими силами, как это произошло в 1971 году. Перебазирование пакистанских подводных сил к западу, таким образом, может значительно снизить их уязвимость.
Имеется аэропорт.

## Демография
Население:
| 1998   | 2012   |
| ------ | ------ |
| 11 005 | 16 404 |